# Leopoldo Cintra Frías
Pour les articles homonymes, voir Cintra et Frias (homonymie).
 (octobre 2024).
La mise en forme du texte ne suit pas les recommandations de Wikipédia : il faut le « wikifier ».
Les points d'amélioration suivants sont les cas les plus fréquents. Le détail des points à revoir est peut-être précisé sur la page de discussion.
- Les titres sont pré-formatés par le logiciel. Ils ne sont ni en capitales, ni en gras.
- Le texte ne doit pas être écrit en capitales (les noms de famille non plus), ni en gras, ni en italique, ni en « petit »…
- Le gras n'est utilisé que pour surligner le titre de l'article dans l'introduction, une seule fois.
- L'italique est rarement utilisé : mots en langue étrangère, titres d'œuvres, noms de bateaux, etc.
- Les citations ne sont pas en italique mais en corps de texte normal. Elles sont entourées par des guillemets français : « et ».
- Les listes à puces sont à éviter, des paragraphes rédigés étant largement préférés. Les tableaux sont à réserver à la présentation de données structurées (résultats, etc.).
- Les appels de note de bas de page (petits chiffres en exposant, introduits par l'outil «  Source ») sont à placer entre la fin de phrase et le point final[comme ça].
- Les liens internes (vers d'autres articles de Wikipédia) sont à choisir avec parcimonie. Créez des liens vers des articles approfondissant le sujet. Les termes génériques sans rapport avec le sujet sont à éviter, ainsi que les répétitions de liens vers un même terme.
- Les liens externes sont à placer uniquement dans une section « Liens externes », à la fin de l'article. Ces liens sont à choisir avec parcimonie suivant les règles définies. Si un lien sert de source à l'article, son insertion dans le texte est à faire par les notes de bas de page.
- La présentation des références doit suivre les conventions bibliographiques. Il est recommandé d'utiliser les modèles {{Ouvrage}}, {{Chapitre}}, {{Article}}, {{Lien web}} et/ou {{Bibliographie}}. Le mode d'édition visuel peut mettre en forme automatiquement les références.
- Insérer une infobox (cadre d'informations à droite) n'est pas obligatoire pour parachever la mise en page.

Pour une aide détaillée, merci de consulter Aide:Wikification.
Si vous pensez que ces points ont été résolus, vous pouvez retirer ce bandeau et améliorer la mise en forme d'un autre article.
Leopoldo Cintra Frías, connu sous le nom de Polo ou Polito, est un militaire et homme politique cubain. Il a été ministre des Forces armées révolutionnaires de Cuba entre 2011 et 2021, date à laquelle il a été démis de ses fonctions. Il est également membre du bureau politique du Parti communiste de Cuba,. Il a la haute distinction de héros de la république de Cuba.
En 2020, le département d'État américain a interdit au général Cintra Frías d'entrer aux États-Unis.

## Biographie

### Jeunesse
Leopoldo Cintra Frías est né à Yara le 17 juillet 1941. Son père était un paysan qui possédait une finca, un bar-tente et une boulangerie. Il a été actif dans l'Association des jeunes espoirs de la fraternité (espagnol : Asociación de Jóvenes Esperanza de la Fraternidad, AJEF), qui était l'appareil de jeunesse de la franc-maçonnerie, où ils ont commencé à conspirer contre la dictature de Fulgencio Batista.

### Révolution cubaine
Il rejoint la révolution cubaine dans l'Armée rebelle à l'âge de 16 ans en novembre 1957, après avoir appris le débarquement du Granma par le magazine Bohemia. Ses premières actions ont été de vendre des bonus, de les distribuer dans une camionnette et d'emmener les gens dans les montagnes. Il rejoint ensuite la troupe de Crescencio Pérez, où il ne reste que trois mois. Après la deuxième bataille de Pino del Agua, il rejoint la colonne 1, sous les ordres de Pepín Quiala, envoyé par Frank País en renfort dans la Sierra Maestra. Il rejoint ensuite la commanderie de la colonne 1 José Martí, directement sous les ordres de Fidel Castro, où il reste jusqu'à la fin de la guerre.

### Gouvernement révolutionnaire
Cintra Frías faisait partie des rebelles qui accompagnèrent Fidel Castro dans son voyage depuis la province d'Oriente jusqu'à La Havane, connu sous le nom de Caravane de la Liberté, dans les premiers jours de janvier 1959, et qui terminèrent la guerre avec le grade de lieutenant. Fidel Castro l'a promu capitaine après un combat entre rebelles dans le camp de Managua. Après avoir participé aux opérations de Pico Turquino, il est nommé chef d'une colonne d'artillerie.
En 1960, il fut envoyé en Tchécoslovaquie pour étudier l'artillerie afin d'apprendre à utiliser le canon automoteur SU-100 et à conduire des chars. De retour à Cuba, il fut nommé chef de la 1900e brigade d'artillerie (espagnol : Brigada de Artillería 1900), à Caimito. L'année suivante, il est à la tête de la 1270e division d'infanterie (espagnol : División de Infantería 1270), puis responsable de l'artillerie. En 1964, il termine ses études à l'École de base supérieure et cinq ans plus tard, il obtient son diplôme du Cours Académique Supérieur. En 1982, il obtient son diplôme de commandement et d'état-major de niveau opérationnel et stratégique à l'Académie de l'état-major général de l'Union soviétique.
Depuis 1990, il était chef de l'Armée occidentale cubaine, le plus puissant des trois commandements régionaux et chargé de la défense de La Havane. Le général Cintra a dirigé une importante unité de chars cubains en Angola et en Éthiopie en 1975 et 1978 respectivement. Il s'est rendu en Angola à trois reprises dans le cadre de l'Opération Carlota ; la dernière fois en 1989, où il commanda le front sud et dirigea les forces cubaines sur le terrain lors de la bataille de Cuito Cuanavale et des actions ultérieures, au cours desquelles les deux camps revendiquèrent la victoire. Ces opérations conjointes des troupes cubaines, angolaises et de la SWAPO ont permis à Cuba de participer aux pourparlers de paix multilatéraux ultérieurs, les États-Unis agissant comme médiateur. Cintra Frías faisait partie de la délégation cubaine lors des négociations susmentionnées. Son rôle dans cette phase de la guerre a été salué par le président cubain Fidel Castro.
À son retour à Cuba, il continue à diriger l'Armée occidentale. En 2001, il est promu au grade de général de corps d’armée.

### Ministère
Depuis octobre 2008, il est premier vice-ministre du ministère des Forces armées révolutionnaires. Après le décès du ministre Julio Casas Regueiro, il a été nommé nouveau chef du ministère le 9 novembre 2011.
Le 15 avril 2021, après presque 10 ans en tant que ministre, sa démission a été annoncée pour cause de « renouveau » naturel et son remplacement par le général de corps d'armée Álvaro López Miera, premier vice-ministre des FAR et chef d'état-major. Il est également un vétéran des missions militaires cubaines en Angola et en Éthiopie.

### Autres postes
Il est le fondateur du Parti, membre du Comité central du PCC depuis 1965, depuis le IVe Congrès et nommé membre du Bureau politique depuis 1991, ratifié aux V, VI et VIIe Congrès. Il est député à l'Assemblée nationale du pouvoir populaire depuis 1976.

## Décorations
Le Conseil d'État lui a conféré, à l'occasion du XXXe anniversaire du triomphe de la révolution, le titre honorifique de héros de la république de Cuba et l'ordre de « Máxima Gómez » du premier degré ; Il possède également :
- Ordre de la Plage Girón ,
- Ordre Antonio Maceo,
- Ordre Ernesto Guevara du premier degré

Médailles :
- Combattant de la guerre de libération
- Combattant clandestin
- Internationaliste de première classe
- Ignacio Agramonte dans ses trois classes
- Pour un service exemplaire dans les FAR
- Combattant de production et de défense

Médailles commémoratives :
- 20ème anniversaire des FAR
- 30ème anniversaire des FAR
- 40ème anniversaire des FAR
- 50ème anniversaire des FAR
- 60ème anniversaire des FAR
- 20e anniversaire

Ainsi que d'autres décorations nationales et étrangères.